# Joseph Bertrand (natation)
Pour les personnes ayant le même patronyme, voir Bertrand.
Cet article concerne un nageur français. Pour le mathématicien, économiste et historien des sciences français, voir Joseph Bertrand.
Joseph  Bertrand (né le 13 juillet 1877 à Helstroff et mort le 25 août 1918 à Lomme) est un nageur et un joueur de water-polo français.

## Biographie
Joseph Bertrand est membre de l'équipe olympique de France de natation aux Jeux olympiques d'été de 1900 à Paris. Lors de cette compétition, il remporte la médaille d'argent au 200 mètres par équipe en compagnie de ses coéquipiers Maurice Hochepied, Victor Hochepied, Jules Verbecke et Victor Cadet, et termine neuvième de l'épreuve de 200 mètres avec obstacles. Il participe aussi au tournoi de water-polo des Jeux de Paris avec les Tritons lillois, terminant à la 5e place.